# Nový svet
A Nový svet egy szlovák nyelven megjelenő képes hetilap volt az egykori Csehszlovákiában, később Szlovákiában. Az 1921 és 1925 között kiadott Slovenský svet képes hetilap utódaként 1926-ban alapították. Kezdetben kéthetente, majd 1934-től hetente jelent meg.